# قرخلو
قرخلو، روستایی است از توابع بخش مرکزی شهرستان ارومیه و در شهرستان ارومیه استان آذربایجان غربی ایران. روستای دیگری به نام قرخلو در غرب شهرستان مرودشت قرار دارد.

## جمعیت
این روستا در دهستان نازلوی جنوبی قرار داشته و بر اساس سرشماری سال ۱۳۸۵ جمعیت آن برابر با ۹۳ نفر (۳۰ خانوار) بوده‌است.